# Sic semper tyrannis

미국 버지니아주의 휘장에 쓰인 문구

"폭군은 언제나 이렇게 되리라"(라틴어: Sic semper tyrannis 식 셈페르 튀란니스[*], 직역: "이같이 언제나 참주에게는")는 라틴어 관용구의 하나로, 권력을 남용하는 이는 반드시 파멸에 이르게 된다는 의미로 쓰인다.
기원에 관해서는 여러 설이 있다. 일각에서는 로마 왕국이 망하고 로마 공화국이 세워진 기원전 509년 루키우스 유니우스 브루투스(Lucius Junius Brutus)가 주도한 귀족 집단이 왕가를 내쫓고 공화정을 세우며 남긴 말이라고도 한다. 또 한편에서는 그 루키우스 유니우스 브루투스의 후손인 마르쿠스 유니우스 브루투스가 기원전 44년 카이사르를 암살하고 외친 말이라고도 전해진다.
이후 미국의 조지 메이슨이 1776년 버지니아 협약에서 이 문구를 독립국의 휘장에 새길 것을 결의하였는데, 오늘날까지 버지니아주의 표어이자 휘장의 문구로 쓰이고 있다. 또한 당시 그가 제정한 버지니아 협약은 이후 미국에서 권리장전을 비롯한 다양한 시민권 규정에 영향을 남겼다. 또한 메릴랜드주의 과거 주가(州歌)로서 남부연합을 응원하는 내용의 노래인 "Maryland, my Maryland"에도 인용되었다.
이 문구를 더 유명하게 만든 것은 1865년 에이브러햄 링컨 대통령의 암살 사건인데, 당시 암살범 존 윌크스 부스가 링컨 대통령을 암살한 직후 무대에 뛰어들어 연극을 하듯이 소리친 말로 알려져 있기 때문이다.
1995년 시민 저항권을 주장하며 오클라호마 폭탄 테러 사건을 일으킨 주범 티모시 맥베이가 테러 당일 체포될 때 입고 있던 티셔츠에 이 문구가 새겨져 있었다고 한다.

## 같이 보기
- 방벌(tyrannicide)
- 존 윌크스 부스